# ليونارد فـان أوترخت
ليونارد فـان أوترخت (بالهولندية: Leonard van Utrecht)‏ هو لاعب كرة قدم هولندي في مركز نصف الجناح، ولد في 25 فبراير 1969 في نوردفايك في هولندا. لعب مع أدو دين هاغ ونادي إكسلسيور ونادي بادوفا ونادي كامبور.